# Charlotte Haining
Charlotte Jane Haining es una música de Leeds. Apareció en «Always on My Mind» de Shane Codd, que se ubicó en el puesto 91 en la lista de singles irlandeses. También coescribió «Risk It All» de Ella Henderson, House Gospel Choir y Just Kiddin, que alcanzó el puesto número 100 en la lista de singles del Reino Unido, y «My Heart Goes (La Di Da)» de Becky Hill y Topic, que alcanzó el puesto 11 en dicho gráfico. Ella es miembro de Loud LDN.

## Biografía
Charlotte Jane Haining es de Leeds pero reside en Londres. Estudió en el Instituto de Artes Escénicas de Liverpool. El 4 de mayo de 2015, apareció en «Never Be Mine» de Ravenous, que apareció en el anuncio de televisión belga de Lee Cooper «The Makers 2015». En 2018, apareció en «Paint By Numbers» de Hybrid Minds. El sencillo pasó dos semanas en la lista oficial de sencillos físicos en el puesto 58 y 33 en 2019 y 2020, con 66 semanas entre ellos, y alcanzó el puesto 29 en la lista oficial de sencillos de vinilo en 2020.
También en 2018, formó Majestic Minds con Haides después de que su manager conjunto los pusiera en la misma sesión, en la que ella usó el alias Marlie. Lanzaron un sencillo, «Oxygen», ese mismo año. En 2020, Haining fue miembro del jurado internacional para ayudar a seleccionar la entrada de Finlandia al Festival de la Canción de Eurovisión 2020. En 2020, BCee y Haining lanzaron el álbum Life as We Know It. Comenzaron a trabajar juntos después de que BCee, que de todos modos estaba buscando vocalistas, la vio en Liquicity, lo que lo llevó a buscarla en Google, encontrar su versión de «Lean On» de Major Lazer y enviarle una canción que había hecho como mitad de The Vanguard Project. El álbum explora una serie de problemas emocionales profundos, como la salud mental y el duelo, que Haining y BCee atribuyen a los «volcados de cerebro» de BCee, o efusiones de emoción, que él enviaría por correo electrónico a Haining en varios estados de musicalidad para que ella los convirtiera en letras. El álbum se ubicó en el puesto 69 en la lista de descargas de álbumes del Reino Unido.
En 2021, apareció en «Always On My Mind» de Shane Codd, que se ubicó en el puesto 91 en la lista de singles irlandeses y en el puesto 1 en la lista Dance/Mix Show Airplay de Billboard, y coescribió «Risk It All» de Ella Henderson, House Gospel Choir y Just Kiddin, que alcanzó el puesto 100 en la lista de singles del Reino Unido, y «My Heart Goes (La Di Da)» de Becky Hill y Topic, que alcanzó el puesto número 11 en dicha lista. Además, su sencillo «Out of Time» junto a Ares Carter apareció en la banda sonora de FIFA 22 VOLTA.

## Vida personal
Ella es pareja de Tempza; su primera cita tuvo lugar después de que él se quedara en BCee's durante un fin de semana. Ella es miembro de Loud LDN.